# 翅托叶猪屎豆
翅托叶猪屎豆（学名：Crotalaria alata），为豆科猪屎豆属下的一个植物种。